# Hilde Frafjord Johnson
Hilde Frafjord Johnson (født 29. august 1963 i Arusha, Tanzania) er norsk politiker (KrF) og souschef i Unicef. Hun var valgt til Stortinget fra Rogaland 1993-1997 og 1997-2001, begge perioder med sæde i Energi- og miljøkomiteen. Frafjord Johnson var Udviklings- og Menneskerettighedsminister i Regeringen Kjell Magne Bondevik I fra 1997 til 2000, og Minister for International Udvikling i Regeringen Kjell Magne Bondevik II 2001 – 2005. Fra perioden som politiker huskes hun for historisk høj satsning på ulandsbistand, og for hendes meget aktive rolle i forsøget på at få en fredsaftale i stand for Sudan.
Johnson var fra marts 2006 til juni 2007 engageret som specialrådgiver i African Development Bank, med ansvar for at udvikle en ny strategi for bankens virksomhed. I juni 2007 blev hun udnævnt som souschef i UNICEF med tiltrædelse i midten af august, og dermed til den højest placerede nordmand i FN-systemet.
Hilde Frafjord Johnson er cand. polit. med hovedfag i socialantropologi fra Universitetet i Oslo 1991, og med historie og statsvidenskab i fagkredsen. Hun har arbejdet som journalist, og som konsulent i Resurseafdelingen i Udenrigsministeriet. Hun har haft flere poster i KrF, og var næstformand i KrFU fra 1986 til 1987.